# Gallirallus sharpei
Gallirallus sharpei là một loài chim trong họ Rallidae.